# Welwyn Garden City
Welwyn Garden City – miasto w Anglii, w hrabstwie Hertfordshire, w dystrykcie Welwyn Hatfield. Leży 9 km na zachód od miasta Hertford i 34 km na północ od centrum Londynu. W 2001 miasto liczyło 43 252 mieszkańców.